# Calea ferată Timișoara–Radna
Calea ferată Timișoara-Radna este o magistrală secundară de cale ferată (magistrala CFR 213) care leagă municipiul Timișoara de localitatea Radna (aparține de orașul Lipova), în județul Arad. Are o lungime totală de 68 km.  

## Istorie
A fost dată în folosință la data de 29 mai 1897.